# 威廉·迈耶斯
威廉·迈耶斯（英語：William Meyers，1943年7月23日—2014年5月7日），生于约翰内斯堡，南非男子拳击运动员。他曾代表南非参加1960年夏季奥林匹克运动会拳击比赛，获得男子57公斤级铜牌。